# Hofen
Hofen is een plaats en voormalige gemeente in het Zwitserse kanton Schaffhausen.
Hofen telt 140 inwoners. Op 1 januari 2009 werd Hofen opgenomen in de gemeente Thayngen.

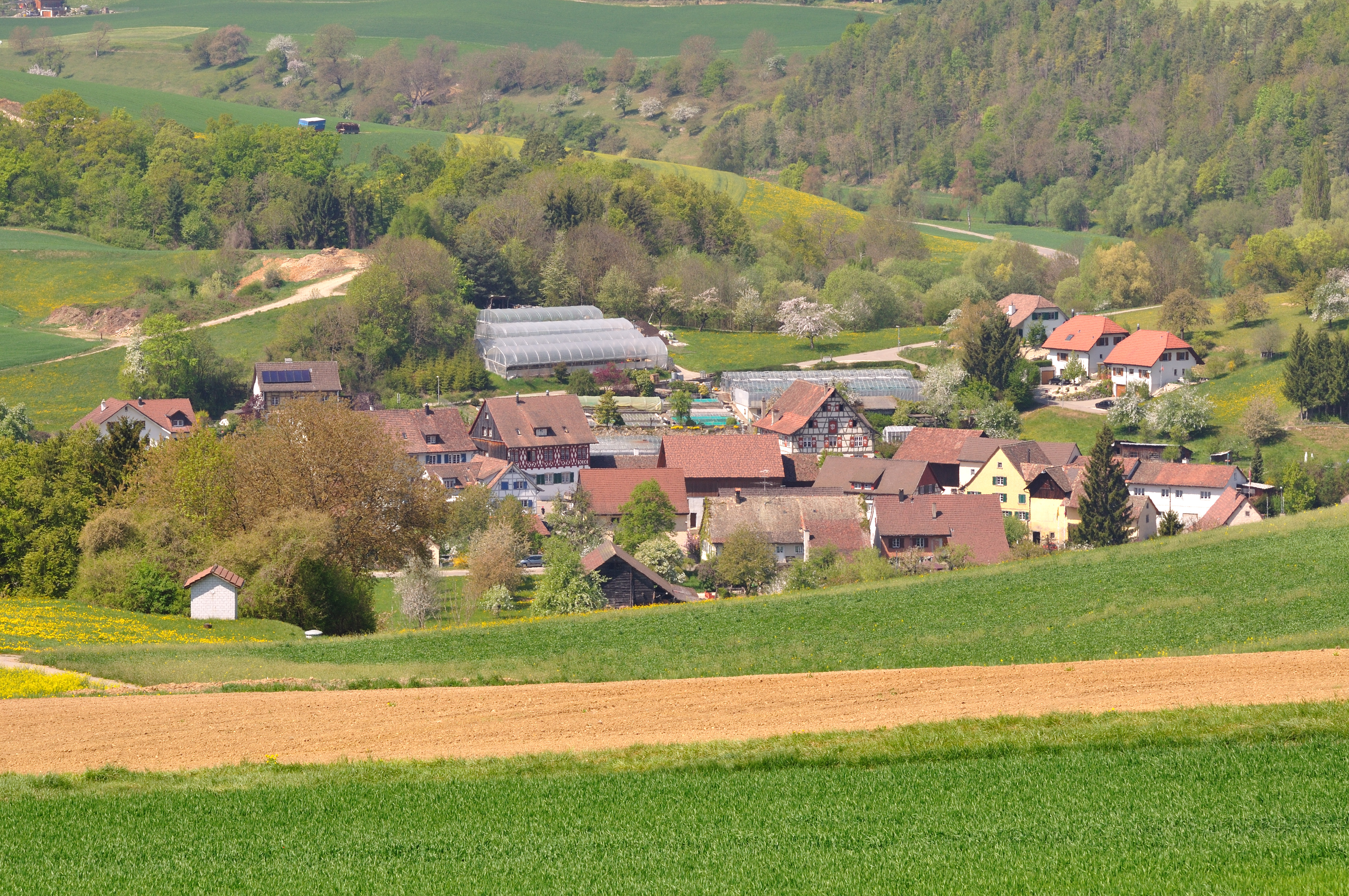
Hofen, gezien vanuit Duitsland